# Storholmen, Lidingö kommun
Storholmen är en tätort och ö i Lidingö kommun. Ön inkluderande Tallholmen och de kringliggande Storholmsöarna, Tistelholmen, Svanholmen, Äggholmen och Bastuholmen, utgör en ögrupp i den sydligaste delen av Stora Värtan och har en total yta av 40 ha. 
SCB avgränsade 2010 bebyggelsen på Storholmen med Tallholmen till en småort, som 2018, efter befolkningstillväxt, räknas som en tätort

## Historik

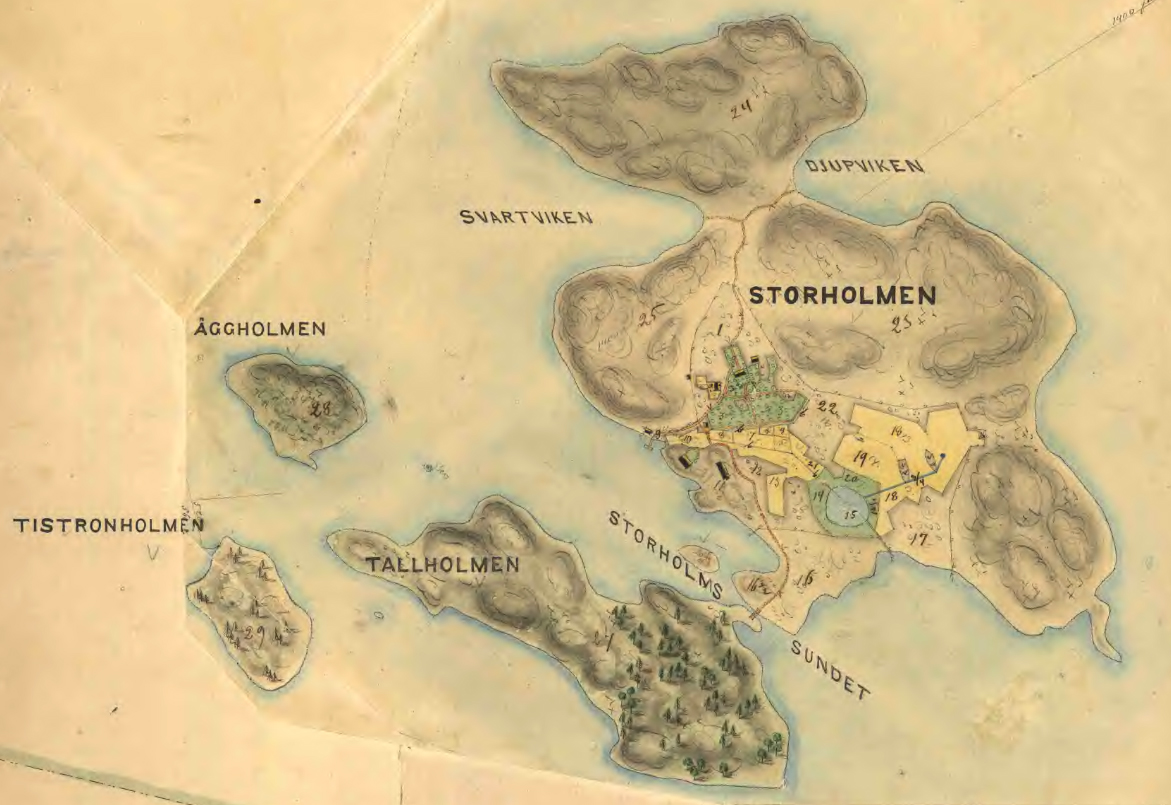
Storholmen med omkringliggande öar på en karta upprättat i maj 1875. Grön färg anger trädgårdsmark och gul färg åkermark. Av kartan framgår att arealen uppodlad mark har ökat rätt mycket under de nära hundra år som skiljer jämfört med kartan från 1784.

Storholmsöarna tillhörde ursprungligen Frösviks säteri på Bogesundslandet och användes ursprungligen för bete och jordbruk med torpare till säteriet som bodde på ön. Storholmsöarna kom på detta sätt att senare tillhöra Vaxholms kommun, inte Lidingö kommun.

### Lewenhaupts gömställe
Storholmen är omtalad som tillflyktsort och gömställe för generalen Charles Emil Lewenhaupt som 1743 dömdes till döden genom halshuggning i Stockholm. Han skulle efter dödsdomen ha flytt ur fängelset och tagit sig till Storholmen där han skulle ha gömt sig i en underjordisk håla som användes som gömställe för värdeföremål under orostider av Frösviks säteri. Sanningshalten om en tillflyktsort på Storholmen är omtvistad emedan han avsåg att fly utomlands men blev ertappad utklädd till sjöman på ett fartyg utanför Fjäderholmarna med destination Danzig i Tyskland.
Före 1 januari 2011 tillhörde ögruppen Vaxholms kommun.

## Befolkningsutveckling
| Befolkningsutvecklingen i Storholmen 1995–2020 | Befolkningsutvecklingen i Storholmen 1995–2020 | Befolkningsutvecklingen i Storholmen 1995–2020 | Befolkningsutvecklingen i Storholmen 1995–2020 | Befolkningsutvecklingen i Storholmen 1995–2020 |
| ---------------------------------------------- | ---------------------------------------------- | ---------------------------------------------- | ---------------------------------------------- | ---------------------------------------------- |
|                                                |                                                |                                                |                                                |                                                |
| År                                             |                                                |                                                | Folkmängd                                      | Areal (ha)                                     |
| 1995                                           | 1995                                           |                                                | 51                                             | 35#                                            |
| 2000                                           | 2000                                           |                                                | 72                                             | 35#                                            |
| 2005                                           | 2005                                           |                                                | 122                                            | 35#                                            |
| 2010                                           | 2010                                           |                                                | 148                                            | 35#                                            |
| 2015                                           | 2015                                           |                                                | 183                                            | 36#                                            |
| 2018                                           | 2018                                           |                                                | 208                                            | 36                                             |
| 2020                                           | 2020                                           |                                                | 231                                            | 36                                             |
| Anm.: # Som småort.                            |                                                |                                                |                                                |                                                |

## Bebyggelse

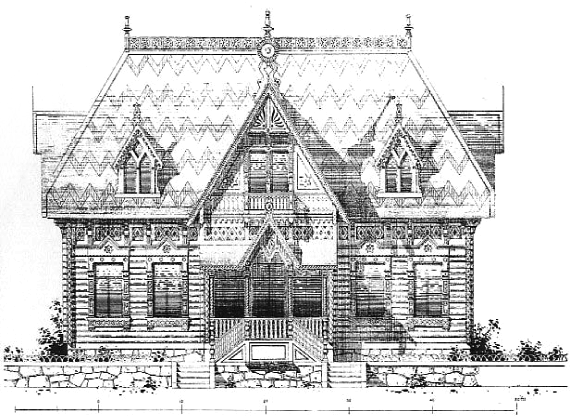
Punschfabrikören Edward Cederlunds (d. 1909) Villa Storholmen

På Storholmsöarna finns 300 fastigheter, varav 230 är bebyggda. Av dessa är 160 st sommarbostäder och 70 st permanentbostäder. En rik flora av olika byggnadsstilar representerade, merparten mindre trähus, som sträcker sig över en tidsperiod från slutet av 1700-talet fram till idag, dokumenterade 2006 av Stockholms Byggnadsantikvarier AB.

### Villa Kassman

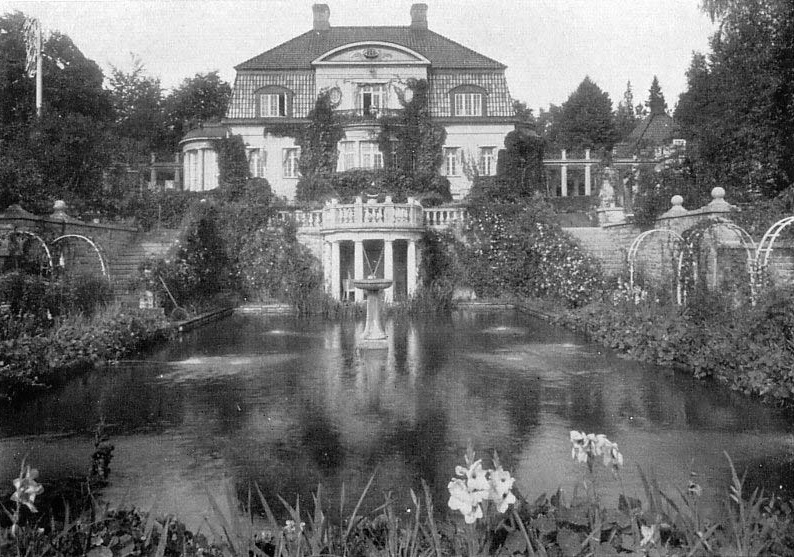
Villa Kassman, 1930.

Den mest framträdande byggnaden, är den stora stenvillan, Villa Kassman, med anlagda vattendammar (fasthetsbeteckningen Storholmen 1:2) som uppfördes av bankir Gunnar Kassman (1878-1970) genom en ombyggnad av ett ursprungligt stenhus som uppfördes i början på 1910-talet. Villan och trädgården med tillhörande flygelbyggnader avspeglar en svunnen epok i början av 1900-talet då det var vanligt att förmögna stockholmare köpte hela öar i Stockholms skärgård och uppförde stora sommarresidens. Kassman använde villan enbart som sommarbostad. Hans ordinarie bostad var en lägenhet på Kungsgatan 12 i Stockholm.

## Mor Annas brygga

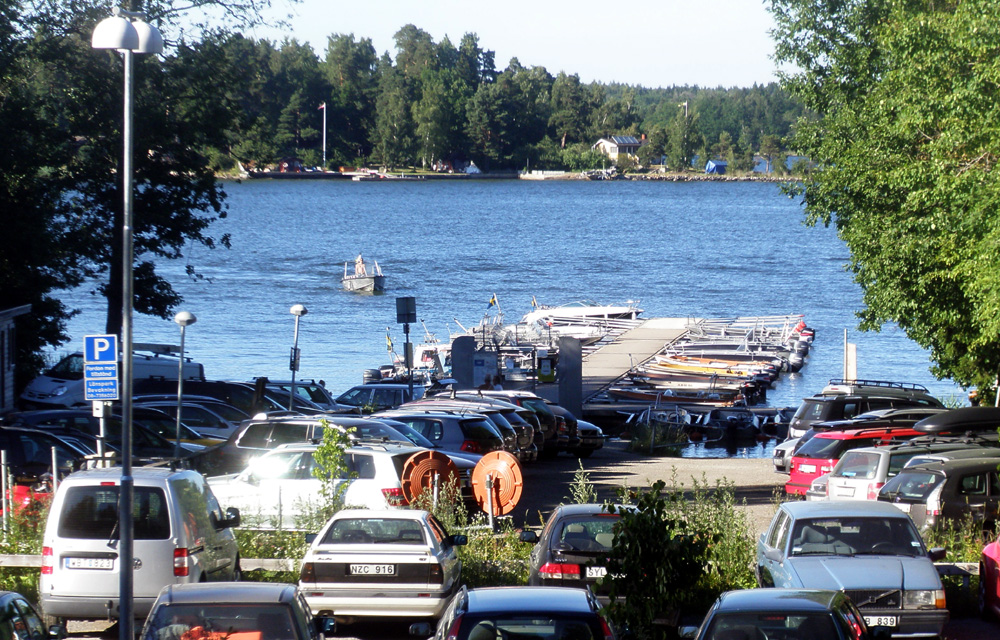
Mor Annas brygga. I bakgrunden syns Storholmen.

Mor Annas brygga är en brygg- och bilparkeringsanläggning på Lidingölandet, namngiven och markerad på Lidingö kommuns kartor som i huvudsak är reserverad för boende på Storholmen. Anläggningen med brygg- och parkeringsplatserna har ställts till förfogande av Lidingö stad efter en överenskommelse med Vaxholms kommun och förvaltas av Mor Annas samfällighetsförening.

### Personen "Mor Anna"
Namnet Mor Anna har sitt ursprung i en dam med förnamnet Anna som bodde i området Sättinge strax väster om nuvarande bryggplatser för Storholmsborna på Lidingösidan i början av 1900-talet. Hon ägde ett brygghus vid den ursprungliga bryggan där hon tvättade kläder. Den senaste bryggan byggdes 1985 i samband med att samfällighetsföreningen Mor Anna bildades för att förvalta bryggplatserna. Lidingö stad hade önskemål om att bryggan skulle kallas Storholmsbryggan enligt de namngivningskonventioner som normalt gäller. Samtliga boende på Storholmen protesterade och ansåg att man skulle döpa bryggan till Mor Anna för att hedra minnet av Anna, vilket också blev Lidingö stads beslut i frågan.

## Kommunikationer
Storholmen trafikeras av SL:s båtar på linje 80, som anlöper tre bryggor på ön. Båtarna går mellan Storholmen och Ropsten via Tranholmen för omstigning till Stockholms kollektiva trafiknät. Under vintertid hålls en isfri ränna öppen in till Mor Annas brygga. I övrigt är Storholmsborna hänvisade till egen båt för kommunikationerna med fastlandet.

## Panorama

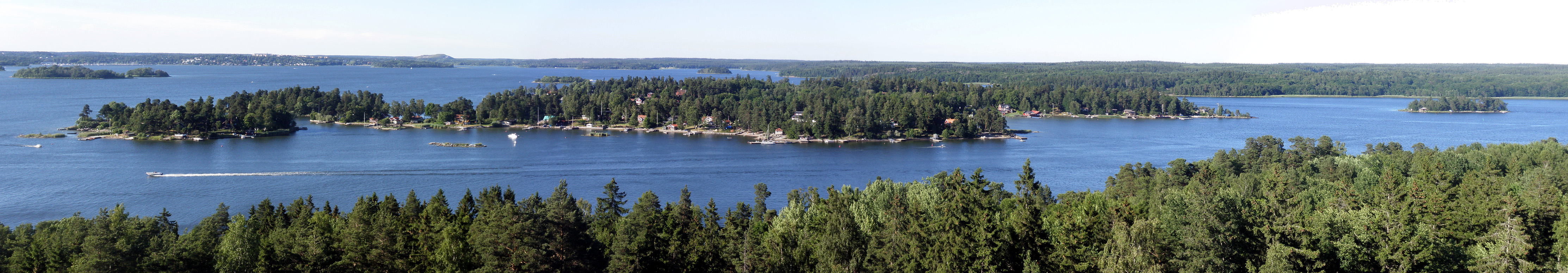
Panorama över Storholmen från Trolldalstippen på Lidingölandet. Till vänster syns Tistelholmen och Äggholmen, centralt ligger Storholmen och till höger Bastuholmen. I bakgrunden Stora Värtan till vänster och Bogesundslandet till höger.

## Personer från Storholmen
Programledaren Sofia Wistam växte delvis upp på Storholmen.

### Textreferenser
1. 1 2  Statistiska tätorter 2023, befolkning, landareal, befolkningstäthet per tätort, SCB, 28 november 2024, läs online.[källa från Wikidata]
2. 1 2  Statistiska tätorter 2018 – befolkning, landareal, befolkningstäthet, SCB, 24 oktober 2019, läs online.[källa från Wikidata]
3. ↑  Småorter 1995 : Befolkningskoncentrationer i glesbygd, SCB, 30 juni 1997, läs online.[källa från Wikidata]
4. 1 2  Kodnyckel för SCB:s statistiska tätorter och småorter - Koppling mellan gammalt och nytt kodsystem, SCB, 11 november 2021, läs online.[källa från Wikidata]
5. ↑  Släkten Lewenhaupt, historien om Charles Emil Lewenhaupt. Arkiverad 12 november 2010 hämtat från the Wayback Machine.
6. ↑  ”Statistiska centralbyrån - Småorternas landareal, folkmängd och invånare per km² 1995 och 2000”. http://www.scb.se/statistik/MI/MI0811/2003M00/Mi0811tab1.xls. 
 ”Statistiska centralbyrån - Småorternas landareal, folkmängd och invånare per km² 2000 och 2005”. Arkiverad från originalet den 27 september 2011. https://web.archive.org/web/20110927064233/http://www.scb.se/statistik/MI/MI0811/2005A01/tabell12005.xls. Läst 20 januari 2014.
7. ↑  Uppgifter från Storholmens egen webbplats juni 2010.
8. ↑  Berge, Lars (1 december 2013). ”Kråkslottets hemlighet”. Svenska Dagbladet. http://www.svd.se/kultur/krakslottets-hemlighet_8780108.svd. Läst 1 december 2013.
9. ↑  SL pendelbåt Mor Annas brygga

### Webbkällor
- Detaljplaneförslag Storholmsöarna, Vaxholms kommun 2008.
- Kulturhistorisk byggnadsinventering på Storholmarna, Stockholms byggnadsantikvarier AB, juni 2006.]
- Storholmens tomtägareförening, Storholmsguiden, samhällsfunktioner på Storholmarna, PDF-fil, 165kbyte.
- Storholmens egen webbplats.
- Storholmens egen webbplats, länk Ö-historik.
- Storholmens tomtägareförening, Storholmsguiden, samhällsfunktioner på Storholmarna, avsnitt Mor Annas brygga sidan 4-5, PDF-fil, 165kbyte.
- Årstämmoprotokoll i Mor Annas samfällighetsförening, 1 maj 2009.